# 浅井未歩
浅井 未歩（あさい みほ、1984年（昭和59年）10月24日 -）は、日本の女性歌手。北海道旭川市出身で、現在も道内を拠点に活動している。北海道観光大使、旭川観光大使、旭川自衛隊地方協力本部広報大使、JAグループ北海道スペシャルサポーターなどを務めている。
名前の由来は未来を歩んで欲しいという意味を込めて名づけられた。

## 経歴
旭川実業高等学校卒業。2010年6月に旭川美少女図鑑主催のボーカルオーディション「旭川歌姫発掘プロジェクト ガールズ ボーカルオーディション」にてグランプリ受賞。2010年12月に『ココロノトビラ』でデビューを果たす。
2011年12月7日に初のミニアルバム『あの日会えたこと』が発売された。

## ディスコグラフィ

### mp3販売
配信は主にレコチョク、iTunes、Amazon.co.jp等。
- ココロノトビラ RADIOEDIT（2010年12月22日）
- Precious Time（2011年10月5日）

### CD
First mini album『あの日会えたこと』（2011年12月7日発売、mp3配信も2011年12月21日より開始）
1. Precious Time
2. あの日会えたこと
3. Smiling Flower
4. 光の先に
5. ココロノトビラ(Full Edit)

2nd mini album『Grace of my life』（2015年10月10日発売）
1. Burning Love Disco
2. Grace of my life
3. Feel my groove
4. HANABI

First Single『Smile』（2017年6月24日発売）
1. Smile
2. ココロノトビラ〜Piano version〜
3. Smile(Instrumental)
4. ココロノトビラ〜Piano version〜(Instrumental)

2nd Single『いのちの声』（2018年3月10日発売）
1. いのちの声
2. Fighter
3. いのちの声(Instrumental)
4. Fighter(Instrumental)

ファーストフルアルバム『涙のさきに』(2019年5月1日発売）
クラウドファンディングの支援によって製作。30,000円コース以上の支援者限定で未販売音源の楽曲「Birth of pop」収録のCDが配布された。
1. 涙のさきに　　
2. Sha la la　　
3. ひまわり
4. いのちの声〜2019version〜　　
5. 風鈴　　　　　　　
6. 愛しています あさひかわ　　
7. 凛　　
8. 旅立ちの歌

この他、2015年には2nd mini album『Grace of my life』収録の楽曲「Burning Love Disco」を、アルバム発売に先行して収録したシングルCDがライブ会場限定で販売された。こちらにはアルバムに未収録の同楽曲Instrumental版が併録されている。

### タイアップ曲
| 楽曲                     | タイアップ |
| ------------------------ | --- |
| Precious Time            | ジョイフルホーム「J-cubeシリーズ」TVCM                                                                            |
| あの日会えたこと         | Feeeal旭川「グランドオープン 夢の続き篇」TVCM                                                                     |
| Smiling Flower           | ホンダカーズ旭川「ホンダカーズ旭川×旭川美少女図鑑篇」 TVCM）                                                      |
| Smile                    | まつげエクステ専門店Celeby Eye TVCM 将軍ジャパン HBC天気予報BGM                                                   |
| 未来の地球～E-Defender～ | そらまめカンパニー「E-Defender」テーマソング・CMソング テレビ北海道「きたサバ!〜北海道でサバゲーやってみた!〜」ED |